# AIGLX

GLX e AIGLX versus direct rendering.

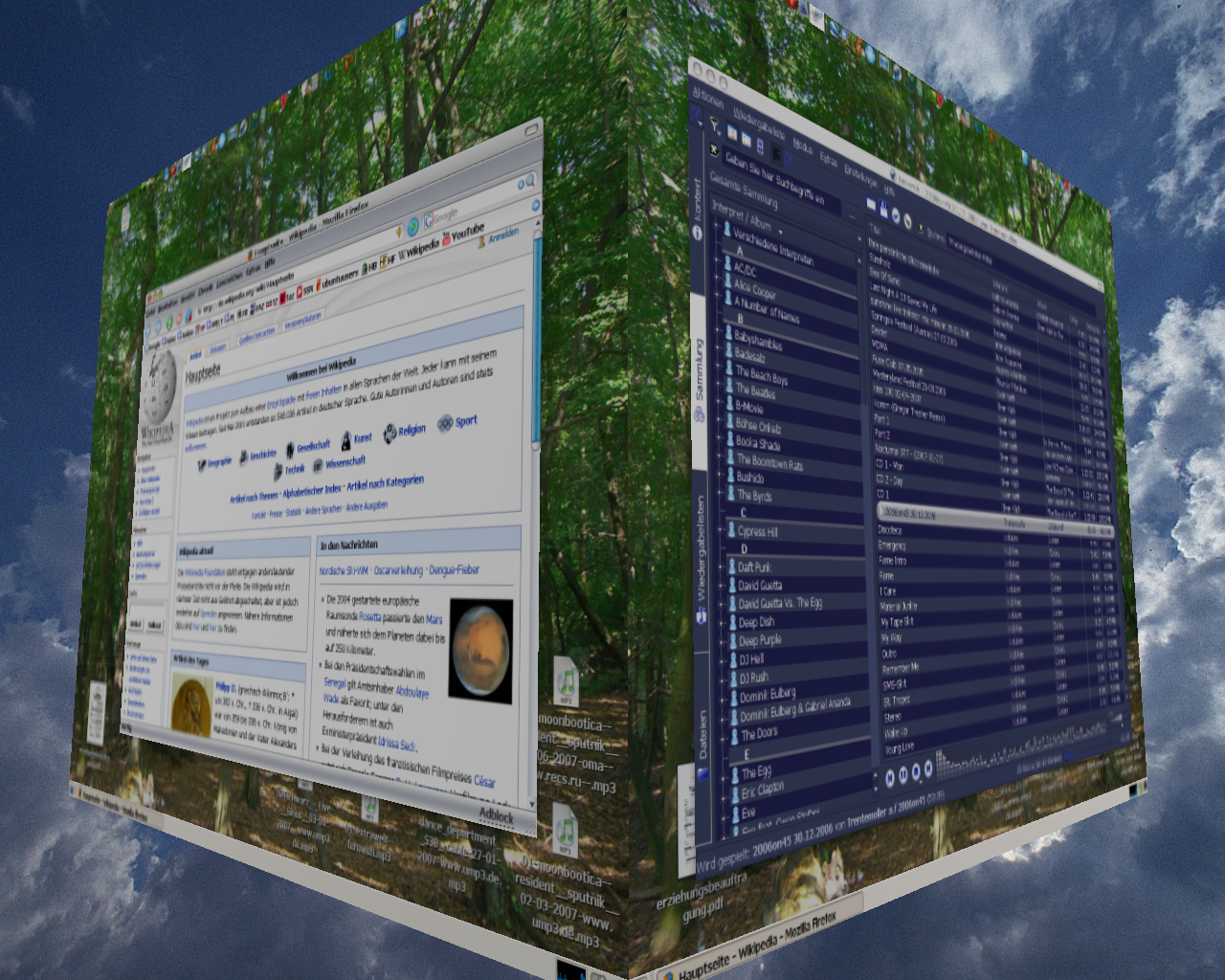
Affichage d'un cube avec accélération matérielle AIGLX avec Mozilla Firefox et Amarok.

AIGLX (Accelerated Indirect GL X) est un pilote informatique destiné à accélérer le rendu 3D en utilisant les capacités matérielles des cartes graphiques. C'est un projet open source issu de la fondation X.Org et de la communauté Fedora Core. Ce logiciel vise à offrir des effets visuels équivalents à ceux du duo Beryl/Compiz-Xgl.
D'après Fedora Core, le projet a été créé du fait que Xgl ait été développé en code fermé puis libéré par Novell, ce qui n'est pas tout à fait dans la philosophie du logiciel libre. De plus il existe certaines critiques sur l'architecture et le système a beaucoup de défauts à corriger.
N'étant pas particulièrement concurrents, les deux projets vont avancer ensemble en échangeant du code afin d'assurer leur compatibilité.

## Théorie
Il y a deux moyens pour un système à fenêtres d'autoriser une implémentation d'OpenGL à communiquer avec la carte graphique.
La première est d'utiliser le système client/serveur classique, de façon similaire aux routines X11. Cette manière, utilisée par AIGLX, est indirecte : les commandes sont envoyées au serveur X, lesquels les transmet à la carte graphique.
La deuxième solution, celle de Xgl est d'autoriser les commandes OpenGL à communiquer directement à la carte graphique. 
La méthode indirecte permet au flux de commandes OpenGL d'être plus facilement capturé et redirigé vers une texture. Cela permet à Compiz et assimilés de fonctionner sur un serveur X normal avec une petite extension GLX, plutôt que d'avoir besoin d'un serveur Xgl complet.

## En pratique
Actuellement, plusieurs distributions dont Mandriva 2007, Fedora Core 6 ou Ubuntu « Edgy Eft » 6.10 peuvent faire tourner AIGLX « out of the box » (juste après installation, sans configuration additionnelle).
AIGLX a été fusionné avec le projet X.Org et fait partie de la version 7.1, ce qui permet aux distributions intégrant cette nouvelle version de l'utiliser. C'est le cas de Debian depuis le mois de septembre 2006, dans la version « unstable ».
Le live-cd Mandriva One 2007 peut permettre de tester et de comparer Xgl et AIGLX car il intègre les deux.